# 베샨코비츠키군
베샨코비츠키군(벨라루스어: Бешанковіцкі раён, 러시아어: Бешенковичский район 베셴코비치스키 라이온[*])은 벨라루스 비쳅스크주에 위치한 군이다. 중심지는 베샨코비치이다.
전화 번호는 211350이다.

## 지리
비쳅스키 군, 레펠스키 군, 센넨스키 군, 우샤치스키 군, 차슈니츠키 군, 슈밀린스키 군에 접해 있다.

## 도시
- 아스트로우나(Астроўна)

- 바체이카프(Бачэйкаў)

- 베샨코비치(Бешанковічы)

- 불라(Вула)

- 불라자비치(Вулазавічы)

- 뱌르호우예(Вярхоўе)

- 다브리호리(Дабрыгоры)

- 다라하쿠파프(Дарагакупаў)

- 드보르니즈할라프(Двор Нізгалаў)

- 호르키(Горкі)

- 미트카비치(Міткавічы)

- 마르치나프(Марцінаў)

- 니즈할라프(Нізгалаў)

- 파와제리예(Паўазер'е)

- 슬라보트카(Слабодка)

- 스트리자바(Стрыжава)

- 시뱌차(Сьвяча)

- 호치나(Хоціна)

## 인구
인구는 2만2.400명이다.

## 교통
민스크 - 비쳅스크를 연결하는 지점에 위치해 있다.

## 유명인
- 레프 사페하(Леў Сапега)
- 아르카지 헤이네(Аркадзь Гейнэ)
- 레프 다바타르(Леў Даватар)